# LAST TRAIN -新しい朝-
「LAST TRAIN -新しい朝-」（ラスト トレイン あたらしいあさ）は、knotlampの1枚目のシングルである。発売元は、LD&K Records。

## 解説
LD&K Recordsでインディーズデビューして以来、初のシングルとなる。
ミニアルバム「Ghost of the freedom」収録の「Last Train」を日本語詞にし、アレンジを変えたものである。

## 収録曲
全曲 作詞・作曲：KEIT、編曲：knotlamp
CD
1. LAST TRAIN -新しい朝-
  - テレビ東京系アニメ『遊☆戯☆王5D's』オープニングテーマ。
2. I found it
3. Among my friends